# Wirtuoz (album)
Wirtuoz (zapis stylizowany: WIRTUOZ) – szósty album studyjny polskiego rapera Zeamsone. Wydawnictwo ukazało się 19 lipca 2024 wydaniem własnym w dystrybucji e-Muzyka.
Album jest utrzymany w stylu muzyki hip-hop. Składa się z wersji standardowej (1 CD).
Płyta dotarła do 10. miejsca polskiej listy sprzedaży – OLiS. Wydawnictwo uzyskało status złotej płyty, przekraczając liczbę 15 tysięcy sprzedanych kopii.

## Lista utworów
Opracowano na podstawie materiału źródłowego.
| Wirtuoz – Wersja standardowa | Wirtuoz – Wersja standardowa                | Wirtuoz – Wersja standardowa |
| Nr                           | Tytuł utworu                                | Długość                      |
| ---------------------------- | ------------------------------------------- | ---------------------------- |
| 1.                           | „Cele”                                      | 2:03                         |
| 2.                           | „Przyszłość”                                | 2:35                         |
| 3.                           | „Znamy się na tym”                          | 1:51                         |
| 4.                           | „4 rano”                                    | 2:00                         |
| 5.                           | „Deszcz pieniędzy” (oraz Young Leosia)      | 3:00                         |
| 6.                           | „Perfidia”                                  | 2:35                         |
| 7.                           | „7 dam”                                     | 2:14                         |
| 8.                           | „Nie chcę przestać się bawić” (oraz Szpaku) | 2:11                         |
| 9.                           | „Polityka dzielnicy”                        | 2:50                         |
| 10.                          | „Nigdy gotowy do walki”                     | 2:08                         |
| 11.                          | „Nie jestem romantyczny”                    | 2:01                         |
| 12.                          | „Operuję faktami”                           | 2:26                         |
| 13.                          | „Samotność (wyłącz)”                        | 2:26                         |
| 14.                          | „Wirtuoz”                                   | 3:46                         |
|                              |                                             | 34:06                        |

## Pozycja na liście sprzedaży

### Pozycja na liście tygodniowej
| Kraj   | Lista (2024)             | Najwyższa pozycja |
| ------ | ------------------------ | ----------------- |
| Polska | OLiS – albumy            | 10                |
| Polska | OLiS – albumy fizycznie  | 31                |
| Polska | OLiS – albumy w streamie | 3                 |

### Certyfikat
| Kraj          | Certyfikat  | Sprzedaż |
| ------------- | ----------- | -------- |
| Polska (ZPAV) | złota płyta | 15 000+  |